# 柴柳二郎
柴柳 二郎（しばやなぎ じろう、1960年3月4日 - ）は、兵庫県神戸市出身の元テレビ岩手アナウンサー、元東京支社局員、元報道制作局長。

## 来歴・人物
神戸生まれで生粋の阪神ファンとして有名。『いわて特盛!5きげんテレビ』（現・5きげんテレビ）内で平井雅幸いわく、オレンジレンジに関して詳しい。
またサッカー選手の小笠原満男（大船渡高卒）と懇意のようで、とあるテレビのスポーツ番組で小笠原をよく知る人物としてインタビューを受けたことがあり、インタビュー内で小笠原のことを「満男」と呼んでいた。
元フジテレビアナで現在フリーアナウンサーの松田朋恵は大学時代のサークルの後輩である。
報道制作局次長に異動になり、アナウンス職から離れた後も出演を継続していた。そのため、テレビ岩手の公式ホームページのアナウンサープロフィールには報道制作局長へ異動後も同様にそのまま掲載された状態となっていた。
2020年9月30日付でニュースプラス1いわてを降板。同年11月1日よりテレビ岩手東京支社へ異動。
その後、テレビ岩手を退社。退社後は日テレ学院のアナウンスコース講師を務めている。

## 過去の担当番組
- テレビ岩手競馬王国
- ズームイン!!朝!（岩手担当）[2]
- ニュースプラス1いわて（月-水曜メインキャスター 1993年4月-2020年9月）[注釈 2][2]
- 選挙報道番組(退社後もネット配信特番等で出演)
- 柴柳二郎の夢トーク - （2015年7月～ ?、月1回）

## 主な実況歴
- 東北優駿（1992年）
- 東北サラブレッド大賞典（1991年）
- 北日本マイルチャンピオンシップ南部杯（1991年）
- ダービーグランプリ（1987年 - 1995年）